# Casa Renyé
Casa Renyé és una obra de Belianes (Urgell) inclosa a l'Inventari del Patrimoni Arquitectònic de Catalunya.

## Descripció
És una asa pairal de grans dimensions que ocupa gran part del carrer Major de Belianes. Casa distribuïda en quatre plantes separades per motllures.

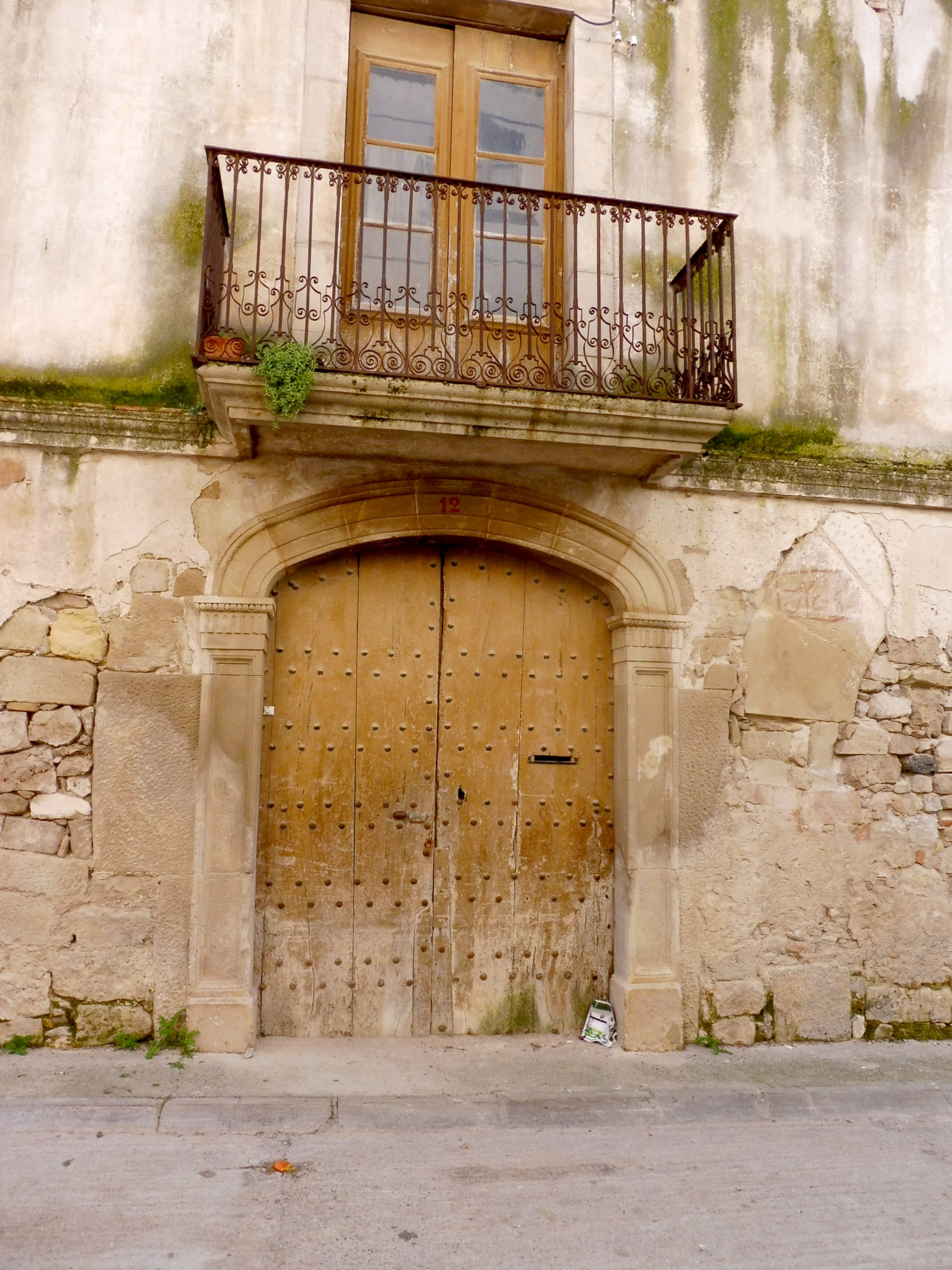
Porta principal

 A la part baixa s'hi localitza l'entrada principal realitzada per un arc peraltat de llinda motllurada sostinguda lateralment per pilastres adossades a la paret. Lateralment aquesta porta té a cada banda unes finestres que, pel seu estat de conservació i per l'estil denoten ser fruit d'una remodelació contemporània de la casa. Els murs d'aquesta part baixa de la casa es troben molt malmesos i, en part, han perdut la capa d'enguixat de l'arrebossat original deixant a la llum una capa de pedra tosca, irregular i gairebé sense tallar.
A la primera planta d'aquesta casa hi ha una renglera de tres balcons, tots ells iguals, que conserven les baranes originals, molt rovellades i malmeses, en evident estat d'abandonament. A la segona planta hi ha una filera de tres balcons, però en aquesta ocasió són uns balcons més testimonials que reals deguts a que no tenen sortida exterior sinó que més aviat són com grans finestrals verticals. Finalment, a la tercera planta d'aquesta casa com a úniques obertures hi ha tres finestrals amb forma ovalada que constitueixen el detall més refinat de tota la façana d'aquesta casa. Part de les finestres es troben trencades o sense vidres.
Remata la construcció una cornisa amb mènsules.